# Согн ог Фьоране
Согн ог Фьо̀ране (на норвежки: Sogn og Fjordane) до 1 януари 2020 г. е била фюлке (област) в Югозападна Норвегия, когато е присъединена и става част от област Вестланд. Населението е 110 230 жители (2020 г.), а има площ от 18 623 km². Намира се в часова зона UTC+1, а лятното часово време е по UTC+2. Областта носи това име от 1919 г. В икономиката е застъпено предимно земеделието. В религиозно отношение жителите са: 90,48% християни, 9,13% други/атеисти, и 0,39% други религиозни.
Согн ог Фьоране е единствената област в Норвегия, в която всички комуни са обявили нюношк за своя официална писмена форма на норвежкия език.

## Транспорт
На територията на областта се намира Лердалски тунел, свързващ комуните Лердал и Еурлан; това е най-дългият автомобилен тунел в света.
Планира се строителството на тунела Стад под полуострова Стад, който ще позволи на товарни и пътнически кораби да преминават от Норвежско море в Северно море в границите на зоната, защитена от фиордите; това ще даде възможност да се извършва безопасна целогодишна навигация между градовете Берген и Олесун.